# ローナ・モーガン
ローナ・モーガン（Lorna Morgan、1976年2月13日 - ）はイギリスのウェールズ出身のモデル。
ダニー・アッシュレーベルのソフトコア関連ビデオに出演した他、「バチェラー」誌や「東京トップレス」にグラビアや画像が掲載されることが多く、日本での知名度が高い。